# مقاطعة فالغا
مقاطعة فالغا (بالإنجليزية: Valga County)‏ هي مقاطعة في إستونيا، تتبع إستونيا، بلغ عدد سكانها 30٬176  نسمة، في 1 يناير 2014، عاصمتها فالغا (إستونيا)، تبلغ مساحتها 2٬043٫53 كيلومتر مربع.

## أعلام
- ماديس فيهمان